# British Empire Exhibition

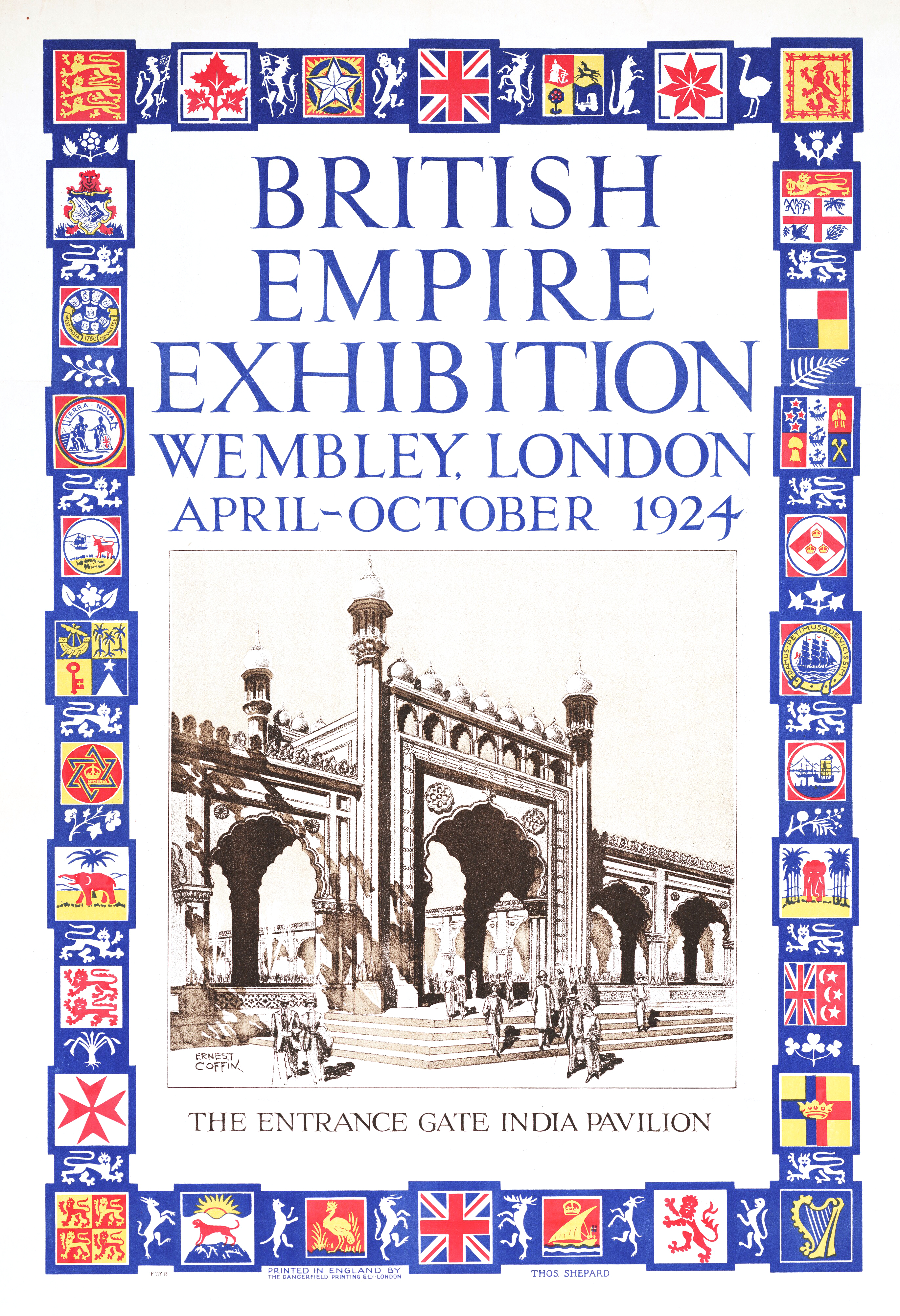
Manifesto per la British Empire Exhibition

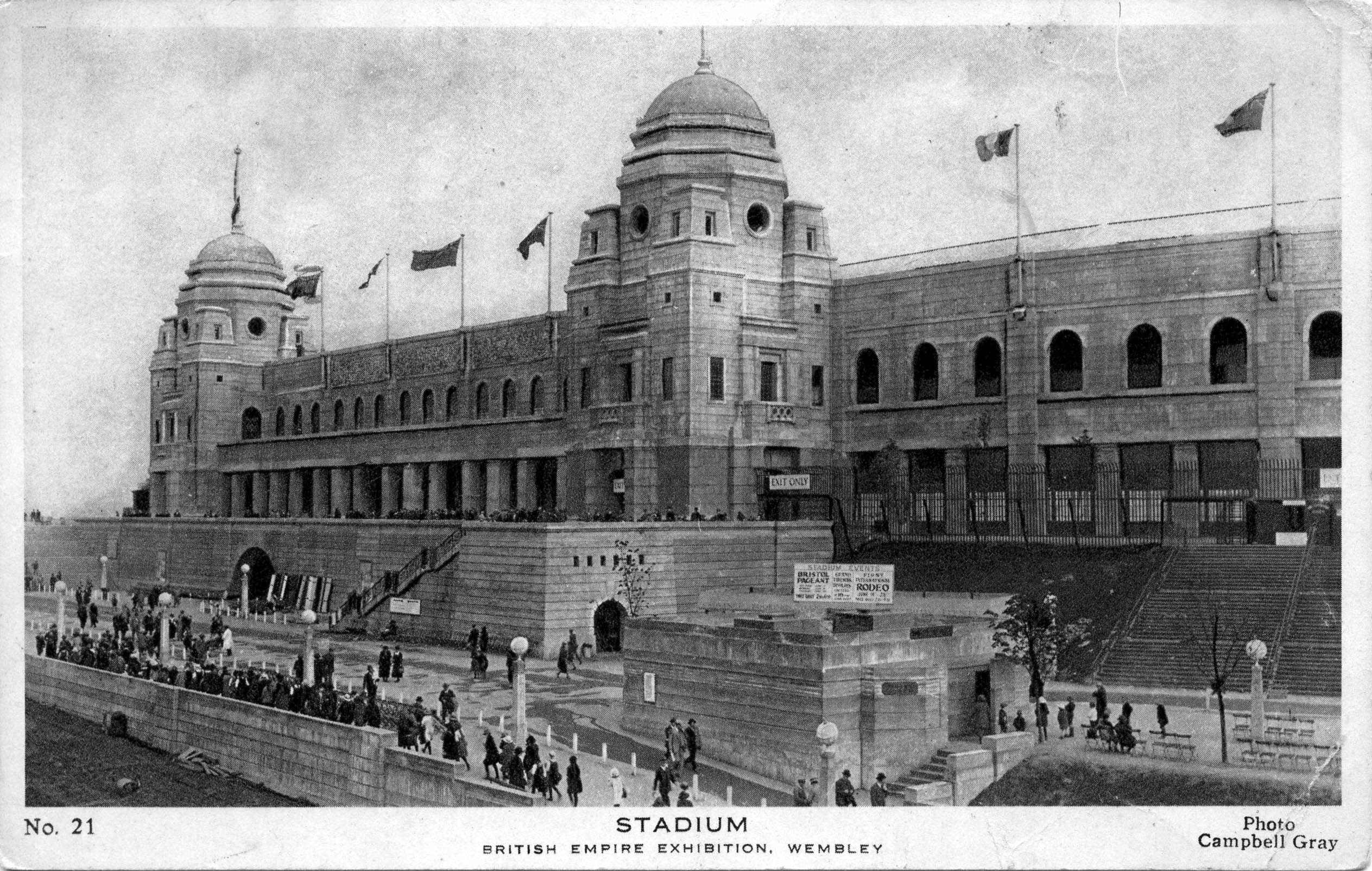
Cartolina postale del 1924 raffigurante l'Empire stadium, più tardi Stadio di Wembley

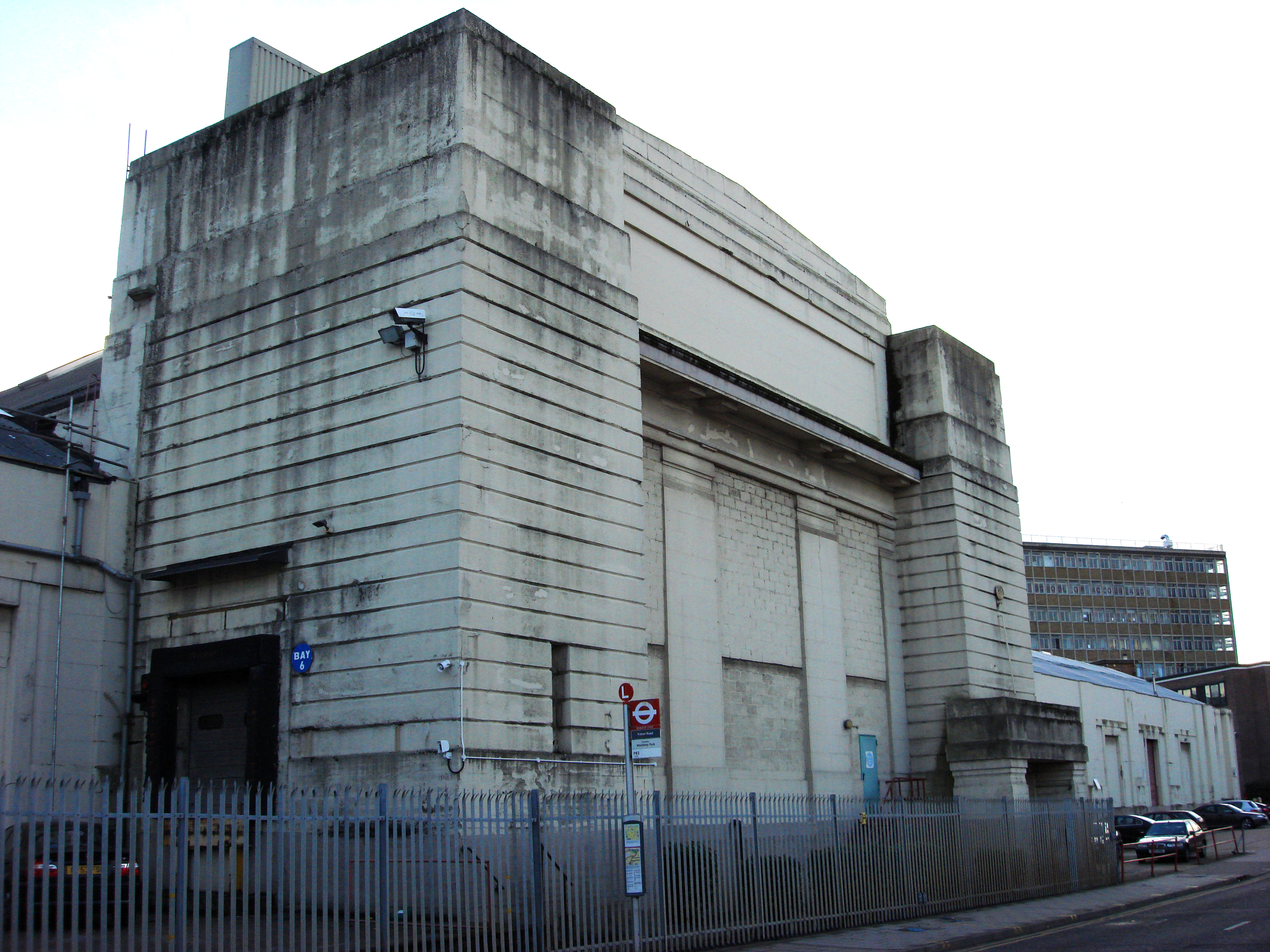
Palazzo dell'Industria

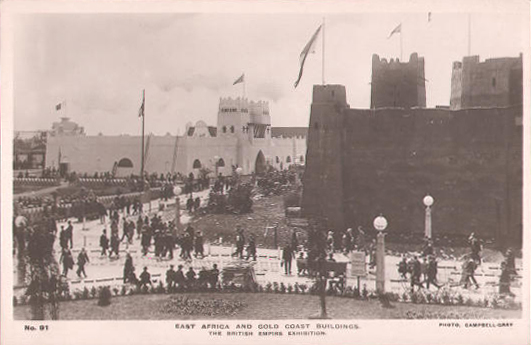
Cartolina postale del 1924 raffigurante un padiglione africano della British Empire Exhibition

Bandiera dell'Impero britannico distribuita come souvenir alla British Empire Exhibition

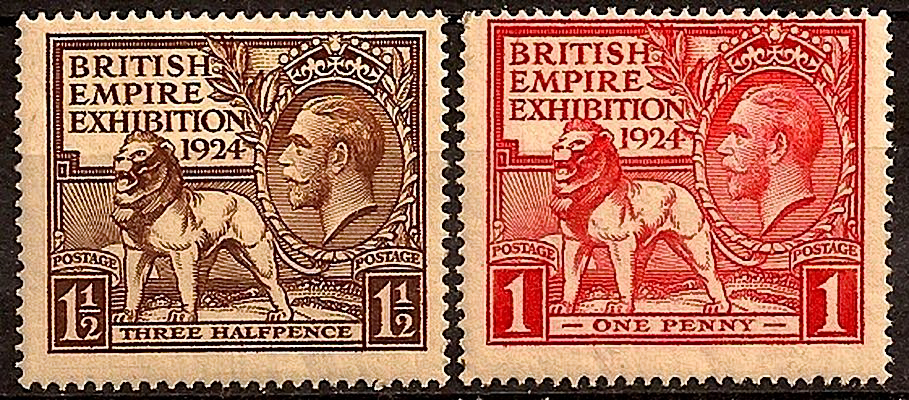
Francobolli britannici commemorativi della British Empire Exhibition (1924)

La British Empire Exhibition (letteralmente: Esposizione dell'Impero britannico) fu una esposizione coloniale dedicata alle colonie dell'Impero britannico che si svolse a Wembley Park, Londra, dal 23 aprile al 1º novembre 1924 e dal 9 maggio al 31 ottobre 1925.

## Storia
Scopo ufficiale dell'Esposizione era «stimolare il commercio, rafforzare i legami che legano la Patria Madre e le entità statali sorelle e figlie, per avvicinare l'una alle altre, per consentire a tutti coloro che devono fedeltà alla bandiera britannica di incontrarsi su un terreno comune e imparare a conoscersi». Una esposizione coloniale dell'Impero britannico era stata proposta per la prima volta nel 1902 dalla British Empire League, e di nuovo nel 1913. Il primo progetto non fu portato avanti a causa dello scoppio della guerra russo-giapponese, il secondo dallo scoppio della prima guerra mondiale.
Nel 1920 il governo britannico decise l'attuazione di un'esposizione coloniale dell'impero britannico per il 1924, sul sito dei giardini creati da Edward Watkin negli anni '90 dell'Ottocento. Fra le ragioni della decisione c'era la sensazione che, nonostante la vittoria nella prima guerra mondiale, l'Impero britannico fosse in crisi: la supremazia navale britannica era messa in discussione da Stati Uniti e Giappone, due alleati della prima guerra mondiale, che davano ai britannici la sensazione che stessero sfidando la Gran Bretagna sulla scena mondiale. Inoltre nel 1917 la Gran Bretagna si era impegnata a lasciare l'India. Il governo britannico sperava che l'Esposizione potesse rappresentare una prova di orgoglio sia all'estero che in patria, rafforzasse i legami all'interno dell'Impero britannico e stimolasse i commerci.
Negli anni venti l'Impero britannico comprendeva 58 paesi, di cui solo Gambia e Gibilterra non parteciparono all'esposizione. L'architetto che progettò il sito dell'esposizione fu Maxwell Ayrton. Oltre allo Stadio di Wembley e ai grandi padiglioni destinati a ospitare le opere di ogni dominion, colonia o gruppo di colonie, c'erano altre quattro grandi strutture: i palazzi dell'Ingegneria, della Tecnologia, delle Arti e l'Edificio del Governo di Sua Maestà. All'epoca, i palazzi dell'Industria e della Tecnologia erano le strutture in cemento armato più grandi al mondo.
Il costo previsto di questa che fu più grande mostra mai organizzata prima di allora fu di 12 milioni di sterline; l'esposizione fu inaugurata da Giorgio V il 23 aprile 1924; furono registrati 27 milioni di visitatori. Le Poste britanniche emisero per la prima volta dei francobolli speciali in occasione della mostra. La maggior parte delle sale espositive furono progettate come strutture temporanee e furono successivamente demolite. Il "British Empire Exhibition Stadium" divenne la sede del calcio inglese fino alla sua demolizione nel 2002 e sostituito dal nuovo Stadio di Wembley. Nonostante il gran numero di visitatori, la British Empire Exhibition non fu un successo dal punto di vista finanziario e si registrò un passivo di 6 milioni di sterline; secondo il settimanale Variety fu il più grande insuccesso mondiale.

## Nella cultura popolare
La British Empire Exhibition ha un ruolo cruciale nel racconto di P. G. Wodehouse La faccenda del buon Biffy (The Rummy Affair of Old Biffy) pubblicato sul mensile britannico The Strand Magazine nell'ottobre 1924 e in volume nella raccolta di racconti Avanti Jeeves! (Carry on, Jeeves). L'io narrante Bertie Wooster visita l'esposizione, ma non gradisce molto l'evento («Certo, milioni di persone possono forse strillare di gioia e di entusiasmo alla vista di un pesce-istrice impagliato o di un'anfora di vetro colma di semi dell'Australia occidentale, ma io no.»). L'Exhibition è citata anche nel romanzo Gli strumenti delle tenebre di Anthony Burgess. L'io narrante ricorda come l'esposizione fosse visitata da sovrani, fra cui anche "lo pseudo re d'Italia e consorte, sovrani solo di nome, che si trovarono lontani da Roma all'epoca del brutale assassinio di Giacomo Matteotti"; nel romanzo si ricorda che quell'atto criminale avrebbe potuto segnare la fine di Mussolini, se non che "la Gran Bretagna e altre nazioni che temevano il bolscevismo, gli si mostrarono scioccamente cordiali e Austen Chamberlain si recò nella Città Santa qualche mese più tardi per tessere gli elogi del bieco regime".